# Харина Мирослав
Мирослав Харина (9 березня 1909, Матієва — 28 квітня 1991, Філадельфія) — церковний і громадський діяч, український греко-католицький священник.

## Біографія
Народився 9 березня 1909 року в с. Матієва на Лемківщині. Висвячений на одруженого священника 15 лютого 1936 року. Був сотрудником у церкві святої Параскеви П'ятниці у Львові (1936—1938) і адміністратором парафії у львівській місцевості Богданівка (1938—1944). У 1945 році виїхав до Німеччини в м. Ротенберг, де пробув до 1949 року.
Від 1949 року в США. Декан у Філадельфії, голова Союзу українських католиків «Провидіння». Віце-президент Українського конгресового комітету Америки. Редактор офіційного видання Філадельфійської митрополії.
Помер 28 квітня 1991 року у Філадельфії.

## Публікації
- Харина М., о. Богомільними шляхами з Провидінської прощі до Святої Землі і Люрду. — Філадельфія, 1973. — 253 с.